# Wladimir Wiktorowitsch Grigorjew

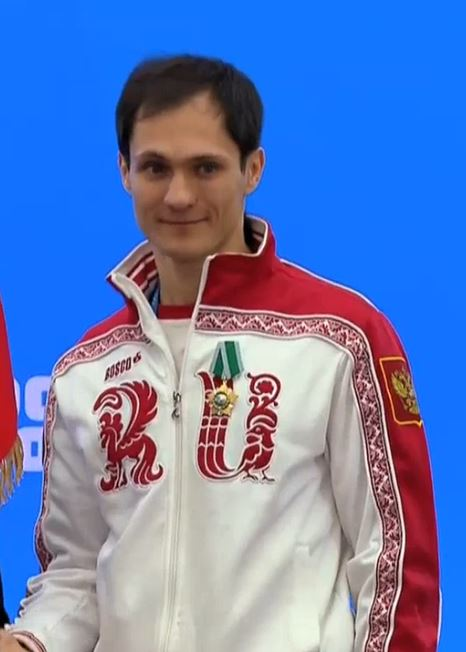
Wladimir Grigorjew (2014)

Wladimir Wiktorowitsch Grigorjew (russisch Владимир Викторович Григорьев; engl. Transkription Vladimir Grigorev; * 8. August 1982 in Schostka, Oblast Sumy, Ukrainische SSR, Sowjetunion) ist ein russischer Shorttrack-Läufer und Olympiasieger.

## Karriere
Grigorjew gewann mit der 5000-Meter-Staffel-Mannschaft bei den Shorttrack-Weltmeisterschaften 2013 Silber und im selben Jahr bei den Shorttrack-Europameisterschaften 2013 Bronze. 2014 gewann er bei den Olympischen Winterspielen 2014 in Sotschi die Silbermedaille über 1000 m. Mit der Staffel über 5000 m gewann er die Goldmedaille.